# Mlaka (Jasenovac)
Mlaka is een plaats in de gemeente Jasenovac in de Kroatische provincie Sisak-Moslavina. De plaats telt 30 inwoners (2001).